# (6292) 1986 QQ2
(6292) 1986 QQ2 es un asteroide perteneciente al cinturón de asteroides, región del sistema solar que se encuentra entre las órbitas de Marte y Júpiter, más concretamente a la familia de Vesta, descubierto el 28 de agosto de 1986 por Henri Debehogne desde el Observatorio de La Silla, Chile.

## Designación y nombre
Designado provisionalmente como 1986 QQ2. 

## Características orbitales
1986 QQ2 está situado a una distancia media del Sol de 2,338 ua, pudiendo alejarse hasta 2,550 ua y acercarse hasta 2,126 ua. Su excentricidad es 0,090 y la inclinación orbital 7,598 grados. Emplea 1306,09 días en completar una órbita alrededor del Sol.

## Características físicas
La magnitud absoluta de 1986 QQ2 es 14,2. Tiene 3,862 km de diámetro y su albedo se estima en 0,43. 